# 303546 Bourbaki
303546 Bourbaki este o planetă minoră (asteroid), cu un diametru de 3,128 km, din centura de asteroizi. A fost descoperită pe 16 martie 2005 la Saint-Sulpice de Observatoire de Saint-Sulpice⁠(d). 
Obiectul prezintă o orbită caracterizată de o semiaxă mare de 2,7584850797474 UAi, o excentricitate de 0,2, o înclinație de 6,4 ° în raport cu ecliptica.